# Ellensburg
Ellensburg är administrativ huvudort i Kittitas County i delstaten Washington i USA. Ellensburg är säte för Central Washington University. Orten har fått namn efter grundarens hustru Mary Ellen Shoudy. Vid 2010 års folkräkning hade Ellensburg 18 174 invånare.